# Iulius Alexander (Glashersteller)
Iulius Alexander (Julius Alexander, gestorben um 200 n. Chr.) war ein antiker Glasmacher („opifex artis vitriae“) in römischer Zeit, der ursprünglich aus Karthago stammte und später nach Gallien auswanderte. Er war im 2. Jahrhundert n. Chr. tätig.

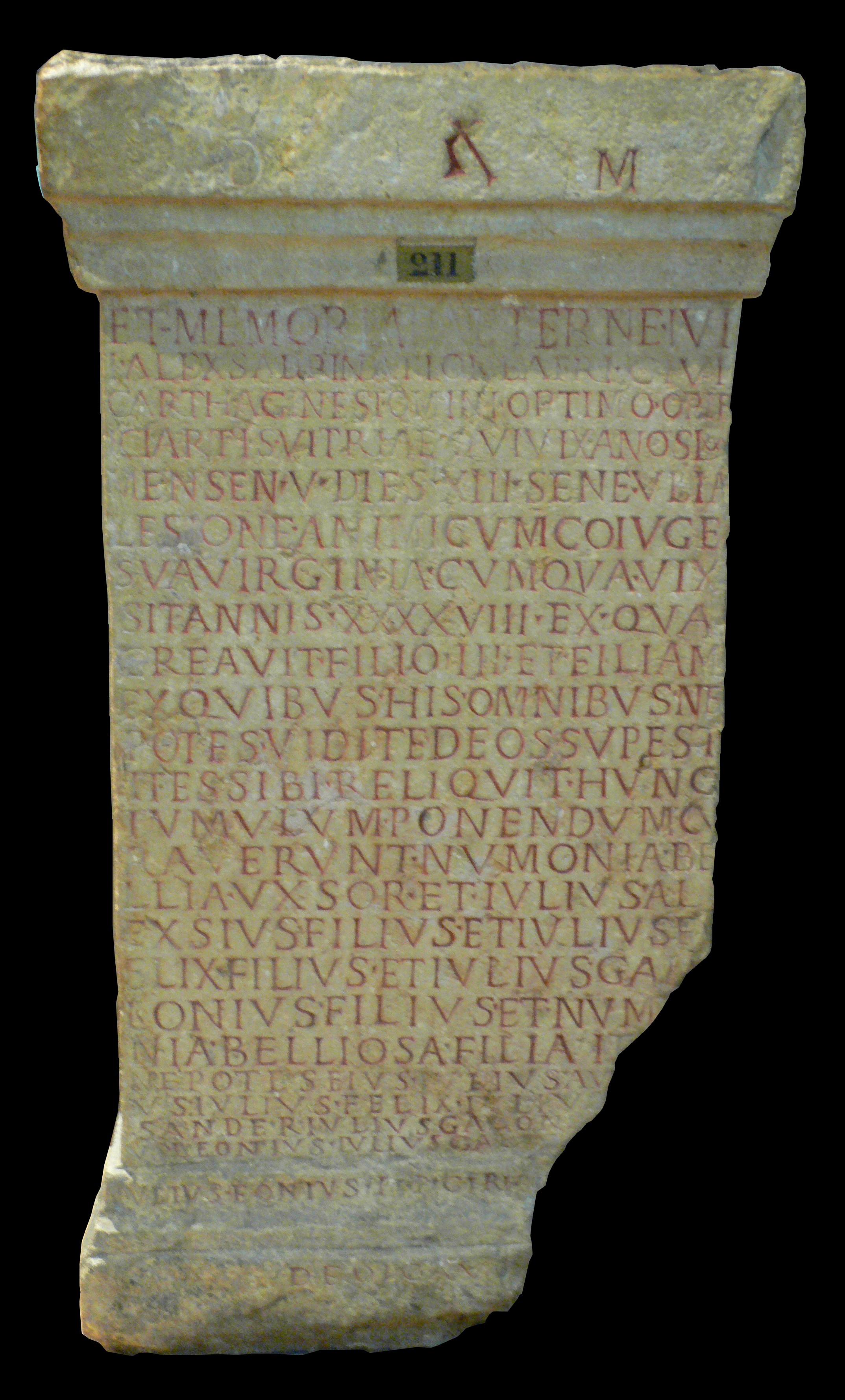
Grabstein des Iulius Alexander

## Grabinschrift und Person
Er ist einzig bekannt durch seinen um 200 n. Chr. zu datierenden Grabstein.
Der Grabstein wurde 1757 in einer römischen Nekropole im Stadtviertel Saint-Irénée von Lyon, dem antiken Lugdunum, gefunden. Danach starb er im Alter von 75 Jahren und hatte vier Kinder und sieben Enkelkinder.
Die Inschrift auf dem Grabstein lautet: (sowie in relativ wortgetreuer deutscher Übersetzung)

„D(is) M(anibus) / et memoriae aetern(a)e Iul/i Alexsa(n)dri(!) natione Afri civi / Carthagine(n)si (h)omini optimo opif/ici artis vitriae qui vix(it) an(n)os LXXV / mense<s=N> V dies XXIII s<i=E>ne ulla / l(a)esione animi cum co(n)iuge / sua Virginia cum qua vix/{s}it annis XXXXVIII ex qua / creavit filio(s) III et <f=E>iliam / ex quibus his omnibus ne/potes vidit e<t=D> eos supe(r)st/ites sibi reliquit hunc / tumulum ponendum cu/raverunt Numonia Be/llia ux{s}or et Iulius Al/exsius filius et Iulius F/elix filius et Iulius Gal/lonius filius et Num[o]/nia Belliosa filia it[em] / nepotes eius Iulius Au[ct]/us(?) Iulius Felix Iuliu[s Alex]/sander(?) Iulius Gal(l)on[us(?) Iuli]/us Leontius Iulius Gall[3] / Iulius Eonius p(arenti?) p(iissimo?) c<u=Y>r(averunt) [et sub asc(ia)] / dedicav[erunt]“

„Den Totengeistern und dem ewigen Andenken an Iulius Alexander, afrikanischer Herkunft, Bürger von Karthago, den vortrefflichen Mann, Handwerker in der Glaskunst, der 75 Jahre, 5 Monate und 23 Tage lebte. Ohne jede Kränkung des Gemüts [war er] mit seiner Ehefrau von ihrer Jungfräulichkeit an [verheiratet], mit der er 48 Jahre lebte und mit der er drei Söhne sowie eine Tochter zeugte, von denen allen er Enkel sah. Und er ließ sie als ihn Überlebende zurück. Für die Errichtung dieses Grabhügels haben gesorgt die Ehefrau Nomonia Bellia, der Sohn Iulius Alexsius, der Sohn Iulius Felix, der Sohn Iulius Gallonius und die Tochter Nomonia Belliosa, ebenso seine Enkel Iulius Auctus (?), Iulius Felix, Iulius Alexsander (?), Iulius Gallonus (?), Iulius Leontius, Iulius Gall[…] und Iulius Eonius. Für ihren liebevollen Vater haben sie sich gekümmert und (die Grabanlage) unter der ascia geweiht.“

 Die Darstellung der Axt findet sich auch am oberen Rand des Grabsteins.
An den Namensformen ist auffällig, dass die Tochter des Verstorbenen (Numonia Belliosa) nach ihrer Mutter (Numonia Bellia) benannt war, während alle Söhne und Enkel wie üblich den Gentilnamen des Vaters (Iulius) trugen. Als Erklärung dafür wäre denkbar, dass die Tochter als erstes Kind und zu einem Zeitpunkt geboren wurde, zu dem eine Ehe zwischen ihren Eltern rechtlich noch nicht möglich war, vermutlich weil der Vater noch Sklave war. Die restlichen Kinder wären dann nach dessen Freilassung und der Eheschließung der Eltern geboren worden und hätten daher den Familiennamen des Vaters erhalten. Die Ehefrau des Iulius Alexander trägt ein keltisches Cognomen, dürfte also Gallierin oder Freigelassene eines Galliers gewesen sein. Das wiederum legt nahe, dass die Ehepartner sich erst in Lyon kennenlernten, wohin Alexander angesichts ihres 48-jährigen Zusammenlebens dann schon recht früh, wohl mit 20 bis 25 Jahren, gekommen sein muss. Geht man davon aus, dass er tatsächlich anfänglich noch ein Sklave war, dürfte seine Freilassung nur wenige Jahre später erfolgt sein, da er mit Ausnahme seiner Tochter alle ihn überlebenden Kinder als freier Mann in einer rechtsgültigen Ehe zeugte. Auffällig ist außerdem, dass Alexander in seiner Grabinschrift als „Bürger von Karthago“ („civi Carthagine(n)si“) bezeichnet wird, was über die reine Herkunftsangabe hinaus eine gewisse (ursprüngliche) politische Zugehörigkeit zur Stadtgemeinde von Karthago nahelegt.

## Moderne Rezeption
Der amerikanische Künstler und Glasbläser Josiah McElheny (* 1966) schuf 1994 in Erinnerung an Iulius Alexander und sein Grab eine Installation mit dem Namen „The Only Known Grave of a Glassblower“. Sie befindet sich heute im Seattle Art Museum.